# Thrust2
Thrust2 — британский автомобиль с турбореактивным двигателем, удерживавший рекорд скорости на автомобиле с 4 октября 1983 года по 25 сентября 1997 года.
Автомобиль был разработан Джоном Эйкройдом, а управлял им Ричард Ноубл. Проект стартовал с бюджетом всего 175 фунтов стерлингов. 4 октября 1983 года автомобиль достиг максимальной скорости 1047,49 км/ч и побил рекорд с результатом 1019,468 км/ч (средняя скорость двух прогонов в течение одного часа). Замеры производились в пустыне Блэк-Рок в Неваде.
В 1997 году рекорд Thrust2 был побит следующим автомобилем Ричарда Ноубла Thrust SSC (максимальная скорость 1228 км/ч).
Когда автомобиль был предложен на продажу за 90000 фунтов в 1991 году, была организована обширная кампания по сбору средств для того, чтобы оставить автомобиль в Великобритании. Заявка была успешной и на сегодняшний день Thrust2 и его преемник Thrust SSC выставлены в музее транспорта Ковентри.